# Blécourt
|  | Per a altres significats, vegeu «Blécourt (Nord)». |

Blécourt és un comú francès al departament de l'Alt Marne (regió de Gran Est). L'any 2007 tenia 109 habitants.

## Demografia

### Població
El 2007 la població de fet de Blécourt era de 109 persones. Hi havia 44 famílies de les quals 8 eren unipersonals (8 homes vivint sols), 24 parelles sense fills i 12 parelles amb fills.
La població ha evolucionat segons el següent gràfic:

### Habitatges
El 2007 hi havia 56 habitatges, 46 eren l'habitatge principal de la família, 5 eren segones residències i 5 estaven desocupats. 55 eren cases i 1 era un apartament. Dels 46 habitatges principals, 40 estaven ocupats pels seus propietaris, 5 estaven llogats i ocupats pels llogaters i 1 estava cedit a títol gratuït; 1 tenia tres cambres, 12 en tenien quatre i 33 en tenien cinc o més. 39 habitatges disposaven pel capbaix d'una plaça de pàrquing. A 19 habitatges hi havia un automòbil i a 21 n'hi havia dos o més.

### Piràmide de població
La piràmide de població per edats i sexe el 2009 era:
| Homes | Edats   | Dones |
| ----- | ------- | ----- |
| 0     | 95 o +  | 0     |
| 0     | 90 a 94 | 0     |
| 4     | 85 a 89 | 4     |
| 0     | 80 a 84 | 4     |
| 0     | 75 a 79 | 0     |
| 0     | 70 a 74 | 4     |
| 0     | 65 a 69 | 4     |
| 8     | 60 a 64 | 8     |
| 0     | 55 a 59 | 4     |
| 0     | 50 a 54 | 4     |
| 12    | 45 a 49 | 0     |
| 4     | 40 a 44 | 8     |
| 0     | 35 a 39 | 0     |
| 0     | 30 a 34 | 4     |
| 8     | 25 a 29 | 8     |
| 0     | 20 a 24 | 0     |
| 4     | 15 a 19 | 4     |
| 0     | 10 a 14 | 4     |
| 0     | 5 a 9   | 0     |
| 4     | 0 a 4   | 0     |

## Economia
El 2007 la població en edat de treballar era de 70 persones, 49 eren actives i 21 eren inactives. De les 49 persones actives 47 estaven ocupades (26 homes i 21 dones) i 2 estaven aturades (2 dones i 2 dones). De les 21 persones inactives 7 estaven jubilades, 6 estaven estudiant i 8 estaven classificades com a «altres inactius».
Activitats econòmiques
Dels 5 establiments que hi havia el 2007, 2 eren d'empreses de fabricació d'altres productes industrials, 1 d'una empresa de construcció, 1 d'una empresa financera i 1 d'una empresa de serveis.
L'únic servei als particulars que hi havia el 2009 era un paleta.

## Poblacions properes
El següent diagrama mostra les poblacions més properes.